# Sclerophrys blanfordii
Sclerophrys blanfordii – afrykański gatunek płaza bezogonowego z rodziny ropuchowatych (Bufonidae). W przeszłości zaliczano go do licznego rodzaju Bufo.

## Występowanie
Sclerophrys blanfordii żyje we wschodniej Afryce, wzdłuż wybrzeża i na Półwyspie Somalijskim. Jego zasięg występowania obejmuje północną Etiopię, wschodnią Erytreę, całe Dżibuti i większą część północnej Somalii.
Bytuje w okolicy wody.

## Rozmnażanie
Następuje w płytkich zbiornikach wodnych.

## Status
Nie można wykluczyć, że lokalnie gatunek ten może wydawać się pospolity, ale jego populacje są rozproszone.
Zagrożeniem dla tego gatunku jest zabieranie przyrodzie coraz to nowych obszarów przez człowieka, a także zwierzęta gospodarskie przeszkadzające ropuchowatym w rozrodzie.